# Jonathan Ive
Sir Jonathan Paul "Jony" Ive, KBE RDI (27. února 1967 Londýn, Chingford) je britský a americký průmyslový designér. Proslavil se zejména svým působením ve společnosti Apple Inc., kde od roku 1992 zastával vedoucí funkce v oblasti designu a od roku 2015 působil jako Chief Design Officer. Je autorem návrhů ikonických produktů, jako jsou iMac, iPod, iPhone, iPad, MacBook či Apple Watch, a spoluvytvářel uživatelské rozhraní operačního systému iOS.
Po odchodu z Applu v roce 2019 založil nezávislé designérské studio LoveFrom, které spolupracuje s firmami jako Ferrari, Airbnb či OpenAI. Od roku 2017 působí jako kancléř Royal College of Art v Londýně.
V roce 2012 získal americké občanství, čímž se stal občanem dvou zemí. Za své zásluhy v oblasti designu obdržel řadu vyznamenání, mimo jiné rytířský titul (KBE) a čestné členství v Královské akademii inženýrství (HonFREng).

## Mládí a vzdělání
Jonathan Paul Ive se narodil 27. února 1967 v Chingfordu, části Londýna ve Spojeném království. Jeho otec Michael Ive byl zlatník a přednášející na Middlesex Polytechnic, jeho dědeček byl strojní inženýr. V dospívání se s rodinou přestěhoval do Staffordshiru, kde navštěvoval Walton High School. V této době mu byla diagnostikována dyslexie.
O design se začal zajímat v období dospívání, zejména díky své zálibě v automobilech. Podle rozhovoru pro časopis Time z roku 2014 uvažoval o studiu automobilového designu na Royal College of Art, ale odradila ho tehdejší atmosféra mezi studenty.
Vysokoškolské vzdělání získal na bývalé Newcastle Polytechnic (nyní součást Northumbria University), kde studoval průmyslový design. Během studia byl ovlivněn funkcionalistickými přístupy Bauhausu, které zdůrazňují jednoduchost a účelnost. Některé z jeho studentských návrhů – například telefon nebo naslouchátko – byly vystaveny v londýnském Design Museum.
V roce 1989 absolvoval s vyznamenáním (First Class Honours) bakalářské studium umění.

## Apple
Do společnosti Apple nastoupil v září 1992 jako průmyslový designér. Jeho prvními úkoly byly návrhy pro druhou generaci zařízení Newton a přístroj Apple MessagePad 110. V té době Apple čelil interním problémům a nedostatek důrazu na design vedl k tomu, že Ive zvažoval odchod ze společnosti.
Zásadní zlom nastal po návratu Steva Jobse do Applu v roce 1997. Jobs jmenoval Ivea vedoucím průmyslového designu, čímž započala jejich úzká spolupráce, která trvala více než deset let. Ive vedl malý tým designérů pracujících v oddělené a veřejnosti nepřístupné laboratoři, kam měli přístup pouze vybraní zaměstnanci a vedení firmy. Ive byl jediným návrhářem ve firmě, který měl vlastní kancelář.
Mezi jeho prvními klíčovými projekty byl iMac G3, uvedený na trh v roce 1998, který se vyznačoval barevným a průsvitným plastovým krytem. iMac přispěl k obnovení pozice Applu na trhu a položil základy pro další úspěšné produkty jako iPod (2001), iPhone (2007), iPad (2010), MacBook Air (2008) a Apple Watch (2015).
V roce 2012 se stal hlavním odpovědným za uživatelské rozhraní (Human Interface) napříč celou společností Apple. O rok později představil nový vizuální styl systému iOS 7, který výrazně změnil vzhled a filozofii systému směrem k plochému, minimalistickému designu.
V květnu 2015 byl povýšen na Chief Design Officer (CDO), čímž se stal jedním ze tří hlavních výkonných pracovníků firmy spolu s generálním ředitelem Timem Cookem a finančním ředitelem Lucou Maestrim.
Jony Ive hrál také důležitou roli při návrhu architektury Apple Parku, nového sídla společnosti v Cupertinu, které bylo slavnostně otevřeno v roce 2017. Projekt vznikal ve spolupráci s architektem Normanem Fosterem.
Dne 27. června 2019 Apple oznámil, že Ive po 27 letech společnost opouští, aby založil vlastní nezávislé studio LoveFrom.